# مولدوفيتسا (نهر)
نهر مولدوفيتسا هو الرافد الأيسر لنهر مولدوفا في رومانيا. [1] [2]  ويصب في نهر مولدوفا عند فاما  ويتدفق عبر قرى أرجيل, راشكا, مولدوفيتشا, فاترا مولدوفيتشي, فروموسو, سترامتورا وفاما. ويبلغ طوله 48 كـم (30 ميل) وحجم حوضه 549 كـم2 (212 ميل2).